# Jamila Abitar
Jamila Abitar (en arabe : جميلة أبطار), née le 9 mai 1969 à Marrakech, est une poétesse franco-marocaine vivant en France.

## Biographie
Découverte par le poète Léopold Congo-Mbemba[source insuffisante], Jamila Abitar a publié son premier recueil de poèmes L'Aube sous les dunes en 2000 (éditions L'Harmattan), puis L'Oracle des fellah en 2001.
Elle a suivi des études juridiques, travaillé dans les services administratifs universitaires ainsi qu’à l’UNESCO. Elle est ensuite chargée des trois bibliothèques de la ville de Cachan (Val-de-Marne),[source insuffisante].
Même si elle a quitté Marrakech, son attachement pour sa ville natale se retrouve dans son recueil de poèmes intitulé À Marrakech, derrière la Koutoubia (2012), une œuvre dont la publication est accompagnée d'un commentaire poétique du poète et philosophe Philippe Tancelin[source secondaire nécessaire].
Elle publie en 2022 son cinquième recueil intitulé Chemin d'errance aux éditions Traversées en Belgique. Selon Lieven Callant, le chemin de Jamila Abitar qui recherche « Un parfum d’éternité / Sur les lèvres du présent » n'est pas une traversée du désert, mais plutôt un voyage « d’oasis en oasis ». Marc Wetzel, dans une analyse de l’œuvre de Jamila Abitar, met en relation la déchirure de l'inspiration poétique et celle de l'exil qui a conduit la poétesse «de la lisière marrakchie du désert» jusqu'en France[source insuffisante]. Dans L'Opinion, Chekib Abdessalam voit en Jamila Abitar « à la fois une poétesse du terroir et une poétesse de la diaspora » ; selon lui le chemin d'errance de l'autrice est « un chemin de crête, un chemin qui coupe à travers champs, pierreux, caillouteux ou sablonneux, et un chemin au carrefour des possibles ». Auteur de la préface de Chemin d'errance, Hans Limon compare les poèmes de Jamila Abita à des fulgurances « qui sauront ressusciter le soleil à l’horizon ».
Ses poèmes ont été traduits en plusieurs langues notamment en italien et en islandais,.

## Participations et activités artistiques
Jamila Abitar participe à des événements de poésie[source insuffisante] en France,,et au Maroc,, dont  la conférence inaugurale de la Maison de la Poésie animée par Mohammed Achaari sur le thème « la poésie et l’autre »,[source insuffisante]. Jamila Abitar anime aussi des ateliers artistiques dédiés à la poésie,. Elle est l'une des plumes féminines publiées par l'Anthologie poétique francophone de voix féminines contemporaines, ainsi que l'Anthologie islandaise des poètes francophones du monde arabe de Thor Stefansson.

## Publications
L'Aube sous les dunes, éditions L’Harmattan, Paris, 2000.
L'Oracle des fellahs, éditions L’Harmattan, Paris, 2001 ; préface de Chekib Abdessalam.
Le Bleu infini, éditions L’Harmattan, Paris, 2009.
À Marrakech, derrière la Koutoubia (recueil de poèmes), éditions Alfabarre Paris, 2012 ; préface de Nasser-Edine Boucheqif.
Chemin d'errance, éditions Traversées, Belgique, 2022 ; préface de Hans Limon.